# Nine (manga)
Nine (ナイン nain) là bộ manga bóng chày nổi tiếng của Mitsuru Adachi, được khởi đăng trên Shonen Sunday từ tháng 10 năm 1978 tới tháng 5 năm 1979. Manga này đã được dựng thành 3 bộ phim anime truyền hình và 1 live-action.
Nine là tác phẩm đánh dấu sự nổi tiếng của Adachi với nét vẽ giản dị và tinh tế hơn so với các tác phẩm trước của ông. Nó bao gồm các nguyên mẫu nhân vật ban đầu được Adachi phát triển cho hàng loạt manga về sau. Nine có lẽ là một tác phẩm trọn vẹn nhất, đầy đủ nhất, đại diện cho thiên hướng của Adachi. Tác phẩm này không có nhiều tình tiết và rối rắm như những tác phẩm về sau, nhưng đây là tác phẩm đầu tiên của ông nói về cuộc sống học đường- thể loại làm nên sự nổi tiếng của Adachi.
Tên tác phẩm bắt nguồn từ đội hình của đội bóng chày, ra sân với chín thành viên.

## Nội dung
Niimi Katsuya, vận động viên giữ kỷ lục trên đường đua 100m năm cấp 2 và bạn thân Karasawa Susumu, vô địch Judo quận đều là học sinh mới của trường cấp ba Seishuu, cùng với tay ném bóng tài năng Kurahashi Eiji. Nhưng trong buổi đầu tiên tới trường, họ bất chợt thấy một cô gái đang khóc, đó là Naokao Yuri, con gái của huấn luyện viên bóng chày trường Seishuu, người sẽ bị sa thải nếu đội bóng cứ tiếp tục chơi thảm hại. Mặc dù Niimi và Karasawa không có một chút kinh nghiệm gì về bóng chày, họ vẫn quyết định gia nhập câu lâc bộ để giúp Yuri. Từ đó, cả hai bắt đầu cuộc sống ba năm với bóng chày cấp ba, đầy những tiếng cười, nước mắt và tình yêu.

## Nhân vật
- Niimi Katsuya

Nhân vật chính của bộ truyện, là người giữ kỉ lục trên đường đua 100m năm cấp 2. Cậu thích Yuri và gia nhập câu lạc bộ bóng chày vì cô ấy. Với lợi thế của vận động viên điền kinh tốc độ cao, cậu chơi ở vị trí center fielder (cánh giữa). Cậu chơi thân với Karasawa, và là đối tượng theo đuổi của Yukimi.
- Nakao Yuri

Nhân vật nữ chính của bộ truyện. Cô đã thích Katsuya từ những năm cấp 2 mà cậu không biết. Con gái của huấn luyện viên bóng chày trường Seishuu. Nước mắt của Yuri ở đoạn đầu câu chuyện là nguyên nhân khiến Katsuya và Karasawa gia nhập câu lạc bộ bóng chày. Quản lý đội bóng trường Sheishuu. Đối tượng theo đuổi của Kentarou, bạn thời thơ ấu của cô.
- Karasawa Susumu

Bạn thân của Katsuya, cựu vô địch judo năm cấp hai. Là người đầu tiên thấy Yuri khóc, và đã đề xuất quyết định cả hai gia nhập câu lạc bộ bóng chày. Chơi ở vị trí right fielder vì cánh tay khoẻ mạnh của mình. Sở đoản của cậu là đập bóng.
- Kurahashi Eiji

Át chủ bài của đội bóng trường Seishuu. Ban đầu, Eiji bị cha cấm không cho chơi bóng chày khi lên cấp 3, và thường làm những việc bậy bạ để giải toả căng thẳng, cho tới khi anh ta được cho phép quay lại bóng chày. Sau đó, Eiji cùng với Susumu và Katsuya trở thành bộ ba những người bạn thân. Đóng vai trò là nhân vật phụ suốt bộ truyện. Chơi ở vị trí pitcher (ném bóng).
- Yasuda Yukimi

Yukimi rất hâm mộ Katsuya, và là ngôi sao của đội điền kinh. Cô thích Katsuya là cậu là người duy nhất có thể chạy nhanh hơn cô, khiến cô liên tưởng tới người anh trai đã mất. Người rất chủ động trong tình yêu, Yukimi gây không ít rắc rối trong mối quan hệ giữa Yuri và Katsuya. Đối tượng theo đuổi của Jirou.
- Yamanaka Jirou

Jirou luôn sống dưới cái bóng của người anh Kentarou. Vì vậy, ban đầu có thái độ rất xấu đối với bòng chày. Bị Yakimi làm cho thay đổi và bắt đầu yêu cô. Người chạy nhanh thứ hai trong đội bóng chày. Vị trí: third baseman.
- Yamanaka Kentarou

Át chủ bài trường cấp ba Bunan và là người dẫn dắt đội bóng tới được Koushien. Phải lòng Yuri từ nhỏ và luôn theo đuổi cô ấy. Anh của Jirou. Coi Katsuya là đối thủ trong tình yêu. Sử dụng em gái Chimi với mục đích phá vỡ tình cảm giữa Yuri và Katsuya. Vị trí ném bóng.
- Huấn luyện viên Nakao

Cha của Yuri, huấn luyện viên của đội bóng trường Sheshuu. Người có nguy cơ bị mất việc lúc đầu câu chuyện. Có ước mơ dẫn dắt đội bóng tới Koshien và làm mọi việc để tới đó, bao gồm cả việc đánh lừa đội bóng. Ông không xuất hiện nhiều trong trận đấu.